# Eugene Mirman

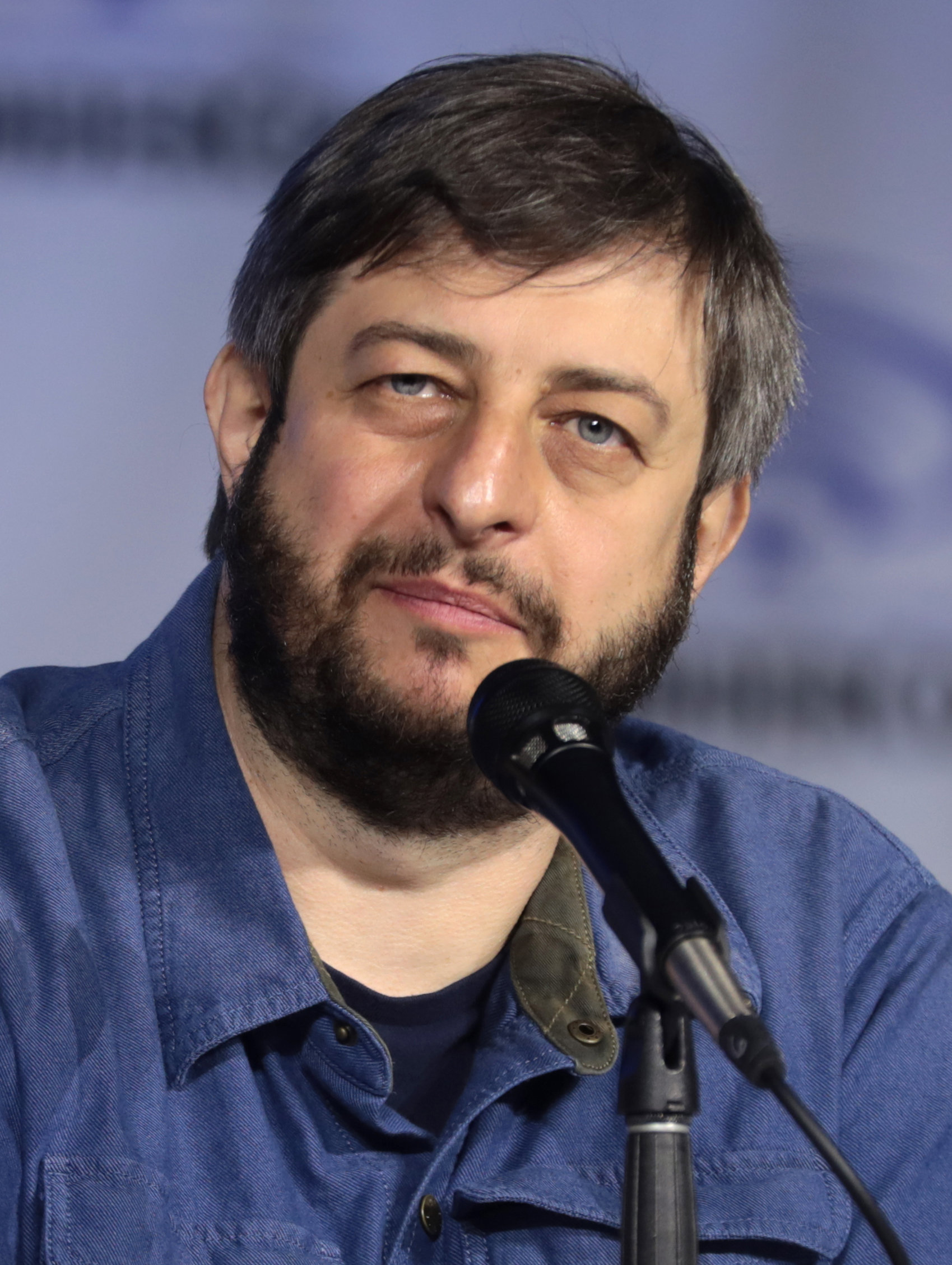
Eugene Mirman auf der WonderCon (2022)

Eugene Boris Mirman (* 24. Juli 1974 in Moskau) ist ein US-amerikanischer Fernsehproduzent, Regisseur, Autor, Schauspieler und Synchronsprecher.

## Leben
Mirman wurde in Russland als Sohn jüdischer Eltern geboren. Seine Familie emigrierte in die Vereinigten Staaten, als er viereinhalb Jahre alt war. Dort besuchte er die William Diamant Middle School und die High School in Lexington und anschließend das Hampshire College in West-Massachusetts. Er agierte mehrere Jahre als Stand-up-Comedian und spielte von 2009 bis 2012 den Yvgeny Mirminsky in Delocated. Außerdem ist Mirman die Stimme von Gene Belcher in Bob’s Burgers.

## Filmografie (Auswahl)
- 1999–2004: Der kleine Meisterregisseur (Home Movies, Fernsehserie, zwei Episoden)
- 2002: Third Watch – Einsatz am Limit (Third Watch, Fernsehserie, Episode 4x07)
- 2005: The Adventures of Slaters’s Friend
- 2005–2006: Cheap Seats: Without Ron Parker (Fernsehserie, drei Episoden, Stimme)
- 2006–2011: Aqua Teen Hunger Force (Fernsehserie, drei Episoden, Stimme)
- 2007: Puberty: The Movie
- 2007: Lucy: The Daughter of the Devil (Fernsehserie, zehn Episoden, Stimme)
- 2007–2009: Flight of the Conchords (Fernsehserie, zwölf Episoden)
- 2008: Tabitha’s Aquarium
- 2009–2012: Delocated (Fernsehserie, 27 Episoden)
- 2010–2011: The Colbert Report (Fernsehserie, zwei Episoden)
- seit 2011: Bob’s Burgers (Fernsehserie, Stimme)
- 2013: Archer
- 2022: Gib’s zu, Fletch (Confess, Fletch)